# Перший міський цвинтар
Перший християнський міський цвинтар (крим. Birinci hristian şeer mezarlıq), Старий християнський цвинтар — колишній цвинтар у Сімферополі, Автономна Республіка Крим, в Центральному районі. Цвинтар було відкрито у 1788 році, закрито для поховань у середині 1860-х, зруйновано в 1930-х роках.

## Опис
В'їзд на цвинтар знаходився у провулку між будинками № 3 та № 13 вулиці Крилова (Цвинтарна). До наших днів у провулку збереглося кілька оригінальних споруд. Це будинки цвинтарного наглядача (Крилова, 11) та настоятеля місцевої церкви (Крилова, 5).
Церква, споруджена 1824 року, була домінантою всього цвинтаря. Вона розташовувалася біля сучасного двору будинку № 9, не збереглася.
У середній частині цвинтаря знаходився великий курган із чорнозему — найдавніше відоме місце поховання християн–сімферопольців. На початку минулого століття він був весь поритий ямками: жителі прилеглих кварталів проломили стіну цвинтаря і ночами ходили туди за землею для квітів та городів. На вершині кургану височив мавзолей із білого каменю. Поруч — обгороджена напіврозваленою кам'яною огорожею майданчик без пам'ятників — братська могила воїнів, які померли в Сімферополі, поранених в Альмінській битві, в перші дні Кримської війни.
В даний час на місці цих давніх поховань розташована сімферопольська школа № 14, а також житлові будинки колишнього військового містечка.

## Історія
Старий мусульманський цвинтар міста займав територію під Старим містом на березі Салгира, місця поховання християн до російської анексії невідомі, оскільки місцеві християни були депортовані росіянами у 1778 році в Приазов'я.
Після російської анексії Кримського ханства у 1883 році у нової міської влади виникло питання про створення офіційного християнського цвинтаря, оскільки перших померлих поселенців ховали прямо біля їхніх будинків або у дворах. У 1787 році міська управа виділила землю, християнський некрополь поступово розростався і зайняв більшу частину сучасного житлового кварталу, утвореного вулицями Крилова, Караїмської, Козлова та Севастопольської.
Незабаром після смерті губернатора О. М. Баранова на цвинтарі над його могилою, виритою на скіфському кургані, була збудована Преображенська церква, освячена 1824 році.
Вся ця територія вважалася найпрестижнішим місцем для поховання. Тут був склеп князя Василя Долгорукова та мавзолей губернатора Дмитра Наришкіна; величезний шестиметровий чавунний пам'ятник-колона на металевому постаменті, оточений ажурними ґратами. Зараз від пам'ятника зберігся лише фрагмент чавунної основи, що видніється з-під старого гаража. Тут же, під сараями, стежками та палісадниками, і сьогодні спочивають тіла губернаторів та декабристів, ватажків місцевого дворянства та громадських діячів, бойових генералів та адміралів, сестер милосердя та захисників Севастополя.
У 1934 році цвинтар почали руйнувати, у 1937 році на території почали енергійно будувати будинки з могильних плит та каміння, поступово перетворюючи його на житловий квартал. Один із склепів взагалі перетворили на клумбу — біля престижної радянської новобудови. Втім, будинки з надгробків зводили не лише на зруйнованому цвинтарі. Таких близько десятка у всьому центрі Сімферополя.

## Список відомих будівель міста, збудованих з могильних плит
- Караїмська, 6 — з цвинтарного каміння збудовано одне з підсобних приміщень для державної служби радіомовлення;
- Караїмська, 23а — надгробки з християнського цвинтаря закладені у фундамент та перший поверх цієї будівлі;
- Караїмська, 29а — будинок з цвинтарного каміння, будувався в середині 30-х років минулого століття як цех меблевої артілі «Відродження»;
- Караїмська, 27 — школа № 14 (будувалася в 1937 році як Тринадцята татарська школа) — її парадний вхід знаходиться якраз на місці поховання героїв-альмінців;
- Олександро-Невська, 16 та 30 — колишнє розкішне житло для партійних працівників
- Севастопольська, 30/3 (будинок командного складу РСЧА) — перший із сімферопольських житлових будинків «атеїстичної» забудови;
- Кірова, 54 (Перворадянська лазня) — будівля міського банно-прального комплексу, збудованого у 30-х роках з могильних плит;
- Жуковського, 22 — у фундамент та підвали елітних апартаментів для сімей заслужених більшовиків закладалися надгробки з військового цвинтаря героїв Кримської війни.
- Набережна, 67 — могильне каміння знаходиться у стінах деяких приміщень республіканської санепідемстанції.[5]